# Ližnjan
Ližnjan (em italiano:  Lisignano) é um município da Croácia, situado no condado da Ístria. Tem 62,93 km² de área e sua população em 2011 foi estimada em 3.965 habitantes.